# Rinhac (Avairon)
Rinhac (en francès Rignac) és un municipi francès situat al departament de l'Avairon i a la regió d'Occitània.

## Demografia
| 1962                                       | 1968  | 1975  | 1982  | 1990  | 1999  | 2006  |
| ------------------------------------------ | ----- | ----- | ----- | ----- | ----- | ----- |
| 1.541                                      | 1.675 | 1.571 | 1.585 | 1.668 | 1.658 | 1.820 |
| Des de 1962: població sense dobles comptes |       |       |       |       |       |       |

## Administració
| Període   | Identitat   | Partit        |
| --------- | ----------- | ------------- |
| 1977-2001 | Jean Puech  | UDF-PR        |
| 2001-     | Jean Calvet | Divers droite |